# Pavel Voyloshnikov
Pavel Voyloshnikov (n. 10 ianuarie 1879, Zabaikalskaia oblast⁠(d), Imperiul Rus – d. 19 noiembrie 1938, Irkutsk, RSFS Rusă, URSS) a fost un trăgător de tir ce a reprezentat Imperiul Rus, medaliat olimpic. A participat la o ediție a Jocurilor Olimpice (1912) în care a câștigat o medalie de argint.

## Participări
Lista de mai jos prezintă principalele competiții la care a participat Pavel Voyloshnikov de-a lungul carierei.
- shooting at the 1912 Summer Olympics – men's 30 metre team rapid fire pistol[*]